# Gmina Ślemień
Die Gmina Ślemień ist eine Landgemeinde im Powiat Żywiecki der Woiwodschaft Schlesien in Polen. Ihr Sitz ist das gleichnamige Dorf mit etwa 2000 Einwohnern.

## Geographie
Die Gemeinde liegt im Süden der Woiwodschaft und grenzt im Osten an die Woiwodschaft Kleinpolen. Die Kreisstadt Żywiec (deutsch Saybusch) liegt etwa zwölf Kilometer südwestlich. Nachbargemeinden sind Gmina Andrychów, Gilowice, Jeleśnia, Łękawica, Stryszawa und Świnna.
Das Gemeindegebiet hat eine Fläche von 45,9 km², davon werden 37 Prozent land- und 58 Prozent forstwirtschaftlich genutzt. Es liegt zwischen den Kleinen Beskiden (Beskid Mały) im Norden und dem Czeretniki-Kamm der Makower Beskiden (Beskid Makowski) im Süden. Zu den Fließgewässern gehört die Łękawka.

## Geschichte
Die Landgemeinde wurde 1973 aus Gromadas wieder gebildet. Drei Jahre später wurde sie mit Nachbargemeinden zur Gmina Gilowice-Ślemień zusammengelegt und 1991 wieder herausgelöst. Sie gehörte zur Woiwodschaft Krakau und kam 1975 zur Woiwodschaft Bielsko-Biała, der Powiat wurde aufgelöst. Zum 1. Januar 1999 kam die Gemeinde zur Woiwodschaft Schlesien und wieder zum Powiat Żywiecki.
Die seit 1934 bestehende Landgemeinde Ślemień (mit Ausnahme der deutschen Besatzungszeit) wurde 1954 in Gromadas aufgelöst.

## Gliederung
Die Landgemeinde Ślemień besteht aus fünf Dörfern mit einem Schulzenamt (sołectwo):
- Kocoń
- Las
- Ślemień